# Función inversa

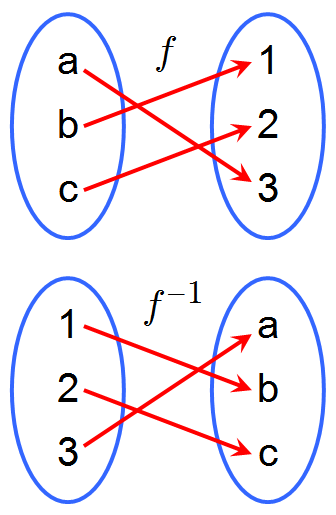
Una función ƒ y su función inversa ƒ^{–1}. Como ƒ aplica a en 3, la función inversa ƒ^{–1} retorna 3 en a.

En matemáticas, especialmente en análisis matemático, si f es una  función que asigna elementos de I en elementos de J, en ciertas condiciones será posible definir la función f -1 que realice el camino de vuelta de J a I. En ese caso diremos que f -1 es la función completamente opuesta a la original inversa   de f.

## Definiciones formales
Sea {\displaystyle f} una función real biyectiva cuyo responsable o  dominio sea el conjunto {\displaystyle I} y cuya imagen sea el conjunto {\displaystyle J}. Entonces, la función  inversa de {\displaystyle f}, denotada {\displaystyle f^{-1}}, es la función de dominio {\displaystyle J} y codominio {\displaystyle I} definida por la siguiente regla:
{\displaystyle f(x)=y\Leftrightarrow {}f^{-1}(y)=x{\text{.}}\,\!}
Destaquemos que {\displaystyle f^{-1}}, al igual que {\displaystyle f}, es una aplicación biyectiva, que queda determinada de modo único por {\displaystyle f} y que cumple:
- {\displaystyle f^{-1}\circ f=\operatorname {id} _{i}} y
- {\displaystyle f\circ f^{-1}=\operatorname {id} _{j}}.

De hecho, estas dos últimas propiedades caracterizan a la función inversa, como muestra la siguiente definición alternativa.

### Definiciones alternativas

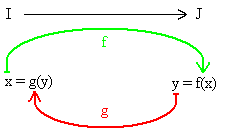

Dadas dos aplicaciones y las propiedades:
1. {\displaystyle g\circ f=\operatorname {id} _{I}} y
2. {\displaystyle f\circ g=\operatorname {id} _{J}},

entonces:
- Si se cumple 1) entonces {\displaystyle f} es inyectiva y {\displaystyle g} sobreyectiva, y diremos que {\displaystyle g} es inversa por la izquierda de {\displaystyle f}.
- Si se cumple 2) entonces {\displaystyle g} es inyectiva y {\displaystyle f} sobreyectiva, y diremos que {\displaystyle g} es inversa por la derecha de {\displaystyle f}.
- Si se cumplen simultáneamente 1) y 2) entonces {\displaystyle f} y {\displaystyle g} son biyectivas y {\displaystyle g} es la inversa de {\displaystyle f}.

Este último punto se usa  como definición de función inversa.

### Notación alternativa
La notación tradicional {\displaystyle f^{-1}} puede ser confusa, ya que puede dar a entender {\displaystyle {\frac {1}{f}}} . Una notación alternativa utilizada en teoría de conjuntos es usar una estrella:
- {\displaystyle f^{\star }:B\rightarrow A}

Otra notación menos usada es utilizar solo el signo menos en vez del número {\displaystyle -1}:
- {\displaystyle f^{-}:B\rightarrow A\,}.

## Propiedades algebraicas

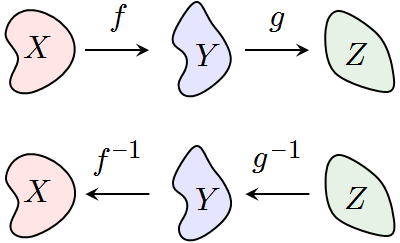
Inversión del orden en la composición de funciones.

- La función inversa de la composición de dos funciones, siempre que tengan su función inversa, viene dada por la fórmula

{\displaystyle (g\circ f)^{-1}=f^{-1}\circ g^{-1}}
Obsérvese que se invierte el orden de f y g, pues para deshacer el camino avanzado primero por f y después por g, habrá que empezar deshaciendo este último por medio de g–1 y terminar con f–1,
- La involución: la función inversa de la función inversa de la función f , si existe, es la misma función f.

{\displaystyle \left(f^{-1}\right)^{-1}=f}
Esta propiedad se deduce de la simetría que hay en las fórmulas: {\displaystyle f^{-1}\circ f=\operatorname {id} _{X}} y {\displaystyle f\circ f^{-1}=\operatorname {id} _{Y}}.

## Propiedades analíticas de funciones reales de una variable

### Continuidad
- {\displaystyle f} y {\displaystyle f^{-1}} son simultáneamente continuas: Si una lo es, también lo será la otra. Sin embargo, es posible que ninguna lo sea: Por ejemplo se puede definir {\displaystyle f} así: si {\displaystyle x} es racional, {\displaystyle f(x)=x}, y si es irracional, {\displaystyle f(x)=-x}. En este caso muy particular {\displaystyle f=f^{-1}}.

- Además, en tal caso {\displaystyle f} y {\displaystyle f^{-1}} son monótonas y tienen el mismo sentido de variación (ver la figura).

### Gráfica de la función inversa

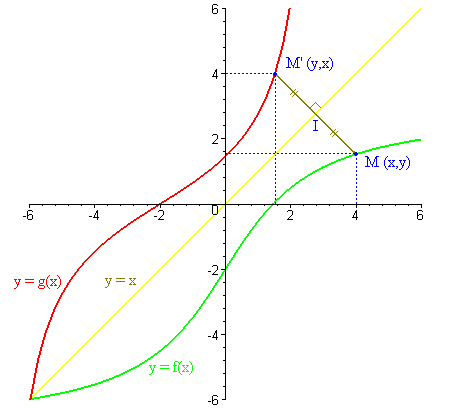
Ejemplo de una función f y de su recíproca g, donde los respectivos dominios de definición son I = [ -6; 6 ] y J = [ -6 ; 2.

- Las gráficas que representan {\displaystyle f} y {\displaystyle g=f^{-1}} son simétricas con relación a la primera diagonal, es decir, la recta {\displaystyle y=x}. En efecto, esta simetría envía un punto cualquiera {\displaystyle M(x,y)} sobre el punto {\displaystyle M'(y,x)}. {\displaystyle M} pertenece a la curva de {\displaystyle f} si y sólo si {\displaystyle M'} pertenece a la de {\displaystyle g}, porque la primera condición se escribe {\displaystyle y=f(x)} y la segunda {\displaystyle x=g(y)} y son por definición equivalentes.

- Las tangentes en {\displaystyle M} y {\displaystyle M'} tienen pendientes inversas. Es un efecto de la simetría anterior, y es la ilustración geométrica de la relación ya vista {\displaystyle g'(y)f'(x)=1}.

### Derivación
- f y g son simultáneamente derivables: Si una lo es, también lo será la otra, con tal de aceptar valores infinitos de las derivadas de f y g.

- Además, en tal caso, para cualquier x de I, si notamos y = f(x), entonces por regla de la cadena tenemos que g'(y)· f'(x) = 1. La derivada de g se obtiene así fácilmente a partir de la de f (vean los ejemplos al final).

## Ejemplos

En un sistema de coordenadas cartesianas se han representado las curvas de algunas raíces, así como de sus potencias, en el intervalo [0,1]. La diagonal, de ecuación y = x, es eje de simetría entre cada curva y la curva de su inversa.

- Por construcción misma, la función raíz cuadrada es función inversa de    función cuadrática , con dominio restringido a los números reales no negativos, {\displaystyle x\rightarrow x^{2}} Es decir, cada una de las dos funciones siguientes son una función inversa  de la otra:

{\displaystyle {\begin{cases}f:\mathbb {R} ^{+}\to \mathbb {R} ^{+}\\x\mapsto x^{2}\end{cases}}\qquad {\begin{cases}g:\mathbb {R} ^{+}\to \mathbb {R} ^{+}\\x\mapsto {\sqrt {x}}\end{cases}}\qquad f\circ g(x)=g\circ f(x)=x}

- Más generalmente, la función raíz positiva de orden n de un número positivo es la función inversa  de la función potencia  definida por {\displaystyle x\rightarrow x^{n}}.
- También por construcción, la función exponencial es la función inversa de la función logaritmo natural.
- Por definiciones muy adecuadas, arccos, arcsen y arctan son las funciones inversas de las funciones trigonométricas coseno, seno y tangente, lo que facilita hallar sus derivadas:

Para {\displaystyle f(x)=\cos(x)=y}, {\displaystyle g(y)=f^{-1}(y)=\arccos(y)}, y utilizando {\displaystyle \cos ^{2}(x)+\sin ^{2}(x)=1} se obtiene: {\displaystyle g'(y)={\frac {1}{f'(x)}}={\frac {1}{-\sin(x)}}={\frac {1}{-{\sqrt {1-\cos ^{2}(x)}}}}={\frac {-1}{\sqrt {1-y^{2}}}}}
Para {\displaystyle f(x)=\tan(x)=y}, {\displaystyle g(y)=f^{-1}(y)=\arctan(y)}, y utilizando {\displaystyle \tan '(x)=1+\tan ^{2}(x)} se obtiene: {\displaystyle g'(y)={\frac {1}{f'(x)}}={\frac {1}{1+\tan ^{2}(x)}}={\frac {1}{1+y^{2}}}}
Se generaliza el concepto de función  a otros conjuntos de números, en particular a los complejos, donde el logaritmo (con un dominio restringido) y la exponencial siguen siendo funciones inversas.
- En otras ocasiones una función inversa puede existir y estar bien definida pero no puede escribirse en términos de funciones elementales, como sucede con la función f:

{\displaystyle {\begin{cases}f:\mathbb {R} \to [-1,1]\\x\mapsto {\cfrac {1}{2\pi }}\left[\ln \left({\cfrac {x^{2}+x{\sqrt {2}}+1}{x^{2}-x{\sqrt {2}}+1}}\right)+2\arctan(x{\sqrt {2}}+1)+2\arctan(x{\sqrt {2}}-1)\right]=\sum _{k=0}^{\infty }{\cfrac {(-1)^{k}x^{k}}{4k+1}}\end{cases}}}

Aunque la función inversa  se puede aproximar mediante desarrollo en  serie de Taylor:

{\displaystyle f^{-1}(x)\approx x+{\frac {x^{5}}{5}}+\dots }